# Paracentrobia pulchella
Paracentrobia pulchella is een vliesvleugelig insect uit de familie Trichogrammatidae. De wetenschappelijke naam is voor het eerst geldig gepubliceerd in 1959 door Claridge.